# Emine Semiye
Emine Semiye Önasya, née le 28 mars 1864, morte en  1944, connue sous le nom d'Emine Semiye ou le pseudonyme d'Emine Vahide, est une écrivaine, une enseignante et une féministe turque.

## Biographie
Emine Semiye naît à Constantinople le 28 mars 1866. Elle est la deuxième fille d'Ahmed Cevdet Pasha, un historien, enseignant, haut fonctionnaire et intellectuel ottoman. Elle est aussi la sœur de Fatma Aliye Topuz, son aînée, et de Güzide Sabri Aygün : ces deux sœurs deviendront toutes les deux des romancières,. Sa mère est Adviye Rabia Hanım. Emine Semiye étudie la psychologie et la sociologie en France et en Suisse pendant sept ans.
Dès 1882, Emine Semiye travaille comme professeur de turc et de littérature à Constantinople et dans d'autres provinces. Elle est inspectrice dans des écoles de filles et infirmière adjointe à l'hôpital Etfal.  Elle écrit un manuel de mathématiques intitulé Hulasa-i Ilm-i Hesap en 1893. Des écrits sur la politique et l'éducation sont publiés dans des journaux tels que Mütalaa (à Thessalonique) et Hanımlara Mahsus Gazete (Le Journal des femmes) après la déclaration de la monarchie constitutionnelle turque en 1908. Elle écrit également de la fiction. Un de ses romans les plus connus est Sefalet (La pauvreté), paru en 1908, dédié à son amie la poétesse Nigâr Hanım.
Emine Semiye, avec sa sœur aînée Fatma Aliye, devient une figure importante du mouvement des femmes ottomanes,,. Elle a toujours lutté pour les droits des femmes. Elle a fondé plusieurs organisations caritatives pour aider les femmes.  En 1920, elle est nommée membre du conseil d'administration de l'Association de la presse turque, qui s'appelait alors l'Association de la presse ottomane.
Elle fait plusieurs séjours en France dans les années 1920. Elle se marie à deux reprises. Son premier mari est Mustafa Bey. Le deuxième est Reşit Pacha. Elle divorce des deux. Elle perd plusieurs enfants en bas âge. Deux survivent, deux fils, un de chaque mari. Ils s'appellent Hasan Riza, fils de Mustafa Bey et Cevdet Lagaş, fils de Reşit Pacha. Elle meurt à Istanbul en 1944.